# قرارگاه منطقه‌ای غرب نزاجا

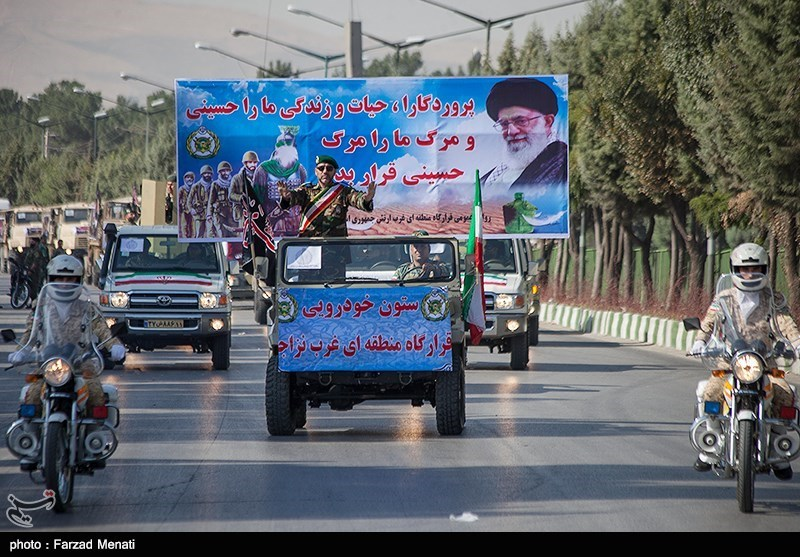
رژه ستون خودرویی قرارگاه منطقه‌ای غرب به‌مناسبت سالگرد جنگ ایران و عراق در سال ۱۳۹۸، کرمانشاه

قرارگاه عملیاتی غرب نزاجا یک سپاه راه‌کنشی زیرمجموعه نیروی زمینی ارتش ایران است، که نظارت و فرماندهی عملیاتی بر همه یگان‌های  ارتش در استان‌های غربی ایران را برعهده دارد. ستاد فرماندهی این قرارگاه در شهر کرمانشاه قرار دارد.
این قرارگاه یگان‌های نزاجا در استان‌های کرمانشاه، ایلام و کردستان را نظارت می‌کند. فرمانده این قرارگاه توسط فرمانده کل ارتش منصوب می‌شود و علاوه بر فرماندهی این قرارگاه، «فرمانده ارشد آجا» در این استان‌ها است. هم‌اکنون سرتیپ‌دوم سلیمان طاهری فرماندهی قرارگاه غرب را برعهده دارد.

## زیرمجموعه‌ها
- قرارگاه منطقه‌ای غرب نزاجا

- قرارگاه عملیاتی لشکر ۲۸ پیاده کردستان(لشکر یکم پیاده)

- تیپ ۱۲۸ پیاده سنندج
- تیپ ۲۲۸ پیاده سقز
- تیپ ۳۲۸ پیاده مریوان

- قرارگاه عملیاتی لشکر ۸۱ زرهی کرمانشاه(لشکر دوم زرهی)

- تیپ ۱۸۱ زرهی اسلام‌آباد غرب
- تیپ ۲۸۱ زرهی بیستون

- فرماندهی آماد و پشتیبانی منطقه ۱ نزاجا

کرمانشاه
ذهاب
سنندج
- پایگاه یکم رزمی هوانیروز کرمانشاه
- پایگاه دوم پشتیبانی هوانیروز مهران

تیپ های پیاده:
- تیپ ۷۱ پیاده مکانیزه سرپل‌ذهاب

یگان نیروی ویژه:
- تیپ ۳۵ نیروی مخصوص واکنش سریع کرمانشاه

- گروه ۴۱۱ مهندسی بروجرد

- گروه ۳۳ توپخانه

- گروه ۴۰۴ فاوا نزاجا

- پادگان آموزشی شهدای مرصاد

مراکز درمانی
- بیمارستان ۵۲۰ کرمانشاه
- بیمارستان ۵۲۴ سنندج[۵]